# حديقة رأسية

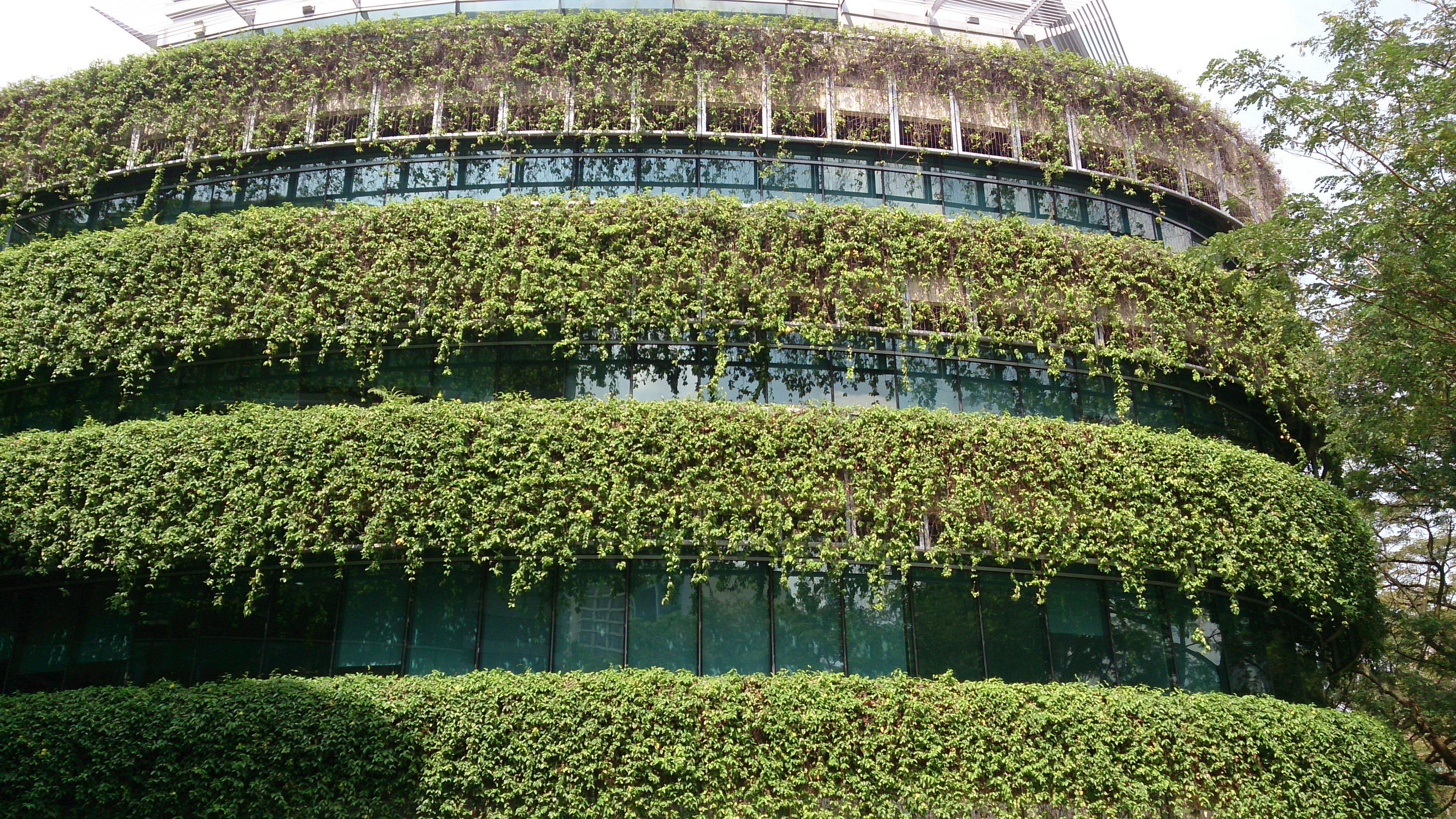
نباتات مزروعة في حديقة رأسية

الحديقة الرأسية هي عبارة عن جدار مغطى بالنباتات قائم بحد ذاته أو يغطي جزئيا أو كليا واجهات المباني، إن مفهوم الجدار الأخضر يعود تاريخه إلى عام 600 قبل الميلاد مع تصميم حدائق بابل المعلقة، وقد استخدم مفهوم الجدران الخضراء مع تقنية الزراعة المائية، ويرد دائما على الغطاء النباتي عن واجهة خضراء في الغالب مرتبط مع الجدران خارجية وأحيانا مع الجدران الداخلية للاستخدام الداخلي في المباني وتسمى أيضا الجدران الحية وهناك العديد من الطرق لربط عودة الهواء من المبنى إلى الخارج والعكس للمساعدة في تنقية الهواء.

## الأنواع
هناك نوعان رئيسيان من الجدران الخضراء:
- واجهات جدران الخضراء
- الجدران الحية

الواجهات الخضراء تتكون من نباتات متسلقة إما مباشرة على الحائط أو مصممة خصيصا لدعم هياكل البناء وهناك أنواع من النباتات تتم زراعتها على الواجهة ينمو في جانب من المبنى في حين أن تضرب بجذورها في الأرض
الجدار الحية غالبا ما يتم التعامل بمواصفات خاصة للمبنى تكون مصنوعة من لوحات الفولاذ المقاوم للصدأ، مواد التكسية الأرضية، ونظم الري هناك ثلاثة أنواع من بيئات النمو للنباتات المستخدمة في جدران الحية الخضراء
البيئة الواسعة الفضفاضة، والبيئة المغطاة بالكامل والبيئة الهيكلية
[البيئة الواسعة الفضفاضة]الجدران الفضفاضة تميل إلى أن تكون «التربة تكون في أرفف خشبية» أو «التربة معبأة في أكياس» في هذا النظام يكون التراب معالجة ومعبأة في رفوف أو أكياس ومن ثم يتم تثبيتها على الجدار. وتحتاج هذه النظم لتغير البيئة المحيطة فيها /التربة/ على الأقل مرة في السنة على الجدران الخارجية وكل سنتين تقريبا في الجدران الداخلية وهذا النظام لا يصلح للمناطق التي فيها أي نشاط زلزالي. لأن عملية الترميم من خلال إعادة حشو التربة إلى الثقوب في الجدار، وهذه على حد سواء صعبة وفوضوية ولا يستخدم أيضا في المناطق التي يكون فيها الكثير من تفاعل مع الجمهور مما يؤدي إلى العبث فيها وتفقد التراب شيئا فشيئا مع مرور الوقت.
الأهم من ذلك: لأن هذا النظام يمكن أن يكون بسهولة في مهب الرياح أو الأمطار الغزيرة لا ينبغي أن تستخدم هذه التطبيقات في أكثر من 8 أقدام
هناك بعض الأنظمة في آسيا، والتي تم حل مشكلة تآكل هذا النظام ومشاكله مع الرياح والأمطار بواسطة استخدام نظم التدعيم والتغطية للجدار وبالتالي كان المطلوب أن يتم تأمين محطات للنظام لمنعها من السقوط من الجدار هي الأنسب حيث هو المطلوب إعادة غرس الأشجار في بعض الأحيان من موسم لموسم أو سنة إلى سنة.
البيئة المغطاة بالكامل هذا النوع يميل إلى أن يكون إما ألياف أو اللباد. وهي رقيقة جدا وحتى في طبقات متعددة، وعلى هذا النحو لا يمكن أن تدعم أنظمة جذر حيوي من النباتات الناضجة لأكثر من ثلاث إلى خمس سنوات
طريقة ترميم هذه الأنظمة هو استبدال أجزاء كبيرة من نظام في الوقت الذي قطع اللبادة خارج الجدار والاستعاضة عنه بللبادة جديدة وكثيرا ما يقتل العديد من النباتات المحيطة بها في عملية التعويض.
وتستخدم هذه النظم في المناطق الداخلية من المبنى وتشكل خيارا جيدا في المناطق ذات النشاط الزلزالي المنخفض
من المهم أن نلاحظ أن هذا النظام بشكل خاص نظام المياه فيه غير فعال وغالبا ما تتطلب الري المستمر نظرا لطبيعة رقيقة وعدم قدرتها على الاحتفاظ بالماء ويجب توفير منطقة عازلة لجذور النباتات.
البيئة الهيكلية عبارة عن كتل ولكن تتضمن ميزات أفضل الكتل يمكن تصنيعها في مختلف الأشكال والأحجام والسماكات هذه البيئات لديها ميزة أنها لا تتحلل لمدة 10 إلى 15 سنة، ويمكن الحصول على أعلى أو أقل القدرة استيعابية للمياه اعتمادا على اختيار النباتات الموجودة في الجدار يمكن أن يكون الرقم الهيدروجيني يتناسب مع النباتات، ويتم التعامل معها بسهولة لأعمال الصيانة والترميم. هم الخيار الأكثر قوة لبناء جدار الحية على حد سواء التطبيقات الخارجية والداخلية لتلبية الحاجات المرادة منها كما أنها الخيار الأفضل في المناطق التي تكون فيها رياح شديدة، ونشاط الزلزالي أو مرتفعات تحتاج إلى معالجة في التصميم هناك بعض النقاش أيضا حول «نشاط» جدران الخضراء وهذه الجدران بشكل عام تجبر الهواء إلى الدخول إلى المبنى عن طريق أوراق الشجر ويدخل الهواء إلى نظام التكيف في المبنى لكي يتم تنقيته ومعالجته مرورا بمعدات للترشيح، وهذا يعني أن جدران الحية لا تحسن نوعية الهواء بشكل كافي إلى النقطة التي يمكن إزالة التثبيت من غيرها من نظم تنقية الهواء عالية الجودة لتوفير في التكاليف التكلفة المضافة لتخطيط وتصميم وتنفيذ جدار الحية نشط لا يزال قيد البحث في مجال نوعية الهواء والنباتات هناك عدة بحوث أجريت وما زالت مستمرة. غالبية البحوث هي من دراسات التابعة لناسا. جامعة جيليف.

### حسب وسيط النمو
ويمكن تقسيمها إلى فئات حسب نوع وسيط النمو المستخدم: وسيط رخو، أو وسيط حصيري، أو وسيط هيكلي.

#### جدران الوسائط الرخوة
تميل جدران الوسائط الرخوة لتكون بمثابة أنظمة «تربة على الرف» أو «تربة في حقيبة»؛ حيث تدك التربة على رف أو في حقيبة، ومن ثمَّ يتم تركيبها على الحائط. وتتطلب تلك الأنظمة تبديل وسيط النمو على الأقل مرة سنويًّا في الخارج، أو كل سنتين في الداخل. ولا تصلح أنظمة التربة الرخوة للمناطق ذات النشاط الزلزالي؛ حيث يسهل نفض وسيطها بفعل الرياح المطيرة أو الرياح الشديدة. فتناسب تلك الأنظمة الزراعة المنزلية دون أنظمة تآكل وسيطي مادي؛ حيث يستحسن إعادة الزراعة من موسم للآخر أو كلَّ عامٍ.

#### جدران الوسائط الحصيرية
أما النوع الثاني فهو أنظمة التربة الحصيرية، التي عادة ما تكون من ألياف جوز الهند أو حصير اللباد. وتكون تلك الوسائط رفيعة، وإن كانت في عدة طبقات، ولذلك فهي لا تدعم أنظمة الجذور النابضة بالحياة للنباتات الناضجة لأكثر من ثلاث  إلى خمس سنوات؛ حيث تسيطر الجذور على الحصيرة ولا يمكن للماء التغلغل خلالها. ويتم إصلاح تلك الأنظمة عن طريق استبدال أجزاء كبيرة من النظام واحدا تلو الآخر؛ حيث تقطع الحصيرة من الحائط ويستبدل بها حصيرة جديدة. فتخل تلك العملية بهياكل جذور النباتات المجاورة على الحائط؛ مما يتسبب غالبًا في فناء عديد من النباتات المحيطة أثناء عملية الإصلاح.
يفضل تطبيق تلك الأنظمة داخل المباني، كما أنها تناسب المناطق ذات النشاط الزلزالي المنخفض. وجدير بالذكر أن الأنظمة الحصيرية لا تستهلك الماء بشكل فعَّال؛ حيث إنها كثيرًا ما تستلزم الري المستمر؛ وذلك بسبب الطبيعة الرقيقة للوسيط وعدم قدرتها على الاحتفاظ بالماء لتوفير مخزون مؤقت منه لجذور النبات. فعادة ما يستدعي ذلك نظامًا لإعادة تدوير المياه؛ مما يضيف إلى التكلفة. ويفضل استخدام الوسائط الحصيرية على نطاق صغير لا يزيد على 2.5م؛ حيث يسهل إصلاحها.

#### جدران الوسائط الهيكلية
وأما الوسائط الهيكلية  فهي «كتل» من وسائط النمو ليست رخوة وليست حصيرية، ولكنها تجمع أفضل مميزات النوعين في كتلة يمكن تصنيعها في عدة أحجام، وأشكال، وسماكات. وتمتلك تلك الوسائط ميزة عدم التفكك لمدة تصل إلى عشر سنوات حتى خمس عشرة سنة، وكذلك القدرة على تطويعها ليكون لها قدرة أعلى أو أقل على حفظ الماء حسب نوعية النبات المختار للحائط، كما يمكن تعديل درجة حموضتها لتناسب النباتات، وكذلك يسهل التعامل معها، وصيانتها، واستبدالها.

## تاريخ الجدران الخضراء
بدأت الفكرة عام 1938 عند ستانلي هارت وايت Stanley Hart White الذي كان الأب الروحي للفكرة. إلا أنها لم تستخدم قبل بناء متحف  دو كواي برانلي Musee  du Quai Branly   في باريس على يد باتريك بلانش الذي بدأ حينها ثورة في عالم العمارة المستدامة؛ وهي عملية تصميم المباني بأسلوب يحترم البيئة، مع الأخذ بعين الاعتبار تقليل استهلاك الطاقة والمواد والموارد مع تقليل تأثيرات الإنشاء والاستعمال على البيئة مع تنظيم الانسجام مع الطبيعة.
واعتبارا من عام 2015، كان قد صمم أكبر جدار أخضر يغطي مساحة مقدرة بـ 2.70 0 متر مربع، ويقع في مركز لوس كابوس الدولي للمؤتمرات، وهو مبنى صممه المهندس المعماري المكسيكي فرناندو روميرو لقمة لوس كابوس G-20 عام 2012.

## فوائد الجدران الخضراء
- تحسين جودة الهواء

أجريت دراسة حديثة على فعالية البنية التحتية الخضراء لتحسين جودة الهواء ونوعيته، وثبتت فعاليتها في تحسين نوعية الهواء الخارجي وخفض مستوى تلوثه بنسبة 40% و 60% عل التوالي.
محاولة علاج متلازمة المباني المغلقة التي تعد قضية العصر؛ حيث تمتلئ المباني والمكاتب بالأبخرة السامة غير المرئية، وهذا الأمر يثير القلق خاصةً مع تزايد عدد العاملين داخل المباني. ومن المعروف منذ فترة كبيرة أن إضافة النباتات داخل المباني يساعد في تحسين نوعية الهواء في هذه الأماكن المغلقة، والجدران الخضراء تحسن نوعية الهواء أيضا.
ومن الجدير بالذكر أن فكرة الجدران المغطاة بالنباتات لمقاومة التلوث في المدن أصبحت واقعا ملموسا وأول التجارب في فرنسا أجريت في مدينة ليون وبالتحديد في مرآب السيارات بمحطة بيراش. حيث تم وضع اثني عشر عمودا على شكل غطاء نباتي وهو ما يعادل مائة وثلاثين مترا مربعا من المساحات الخضراء في وسط المدينة. ويتم امتصاص الهواء الملوث داخل مرآب السيارات عن طريق الأنابيب، ثم يقع تصريفها مباشرة في الجدار النباتي… هناك تقوم البكتيريا والفطريات التي تنمو في جذور النباتات بتصفية الملوثات، فيما تتولى الأوراق امتصاص ثاني أكسيد الكربون لتحويله إلى أكسجين.
الجدران الخضراء فكرة تزدهر حاليا في أوروبا وهي مستخدمة بكثرة في البلدان التي ترتفع فيها معدلات التلوث في المناطق الحضرية مثل الصين والمكسيك.
- خفض تكاليف الطاقة

تساعد الجدران الحية في هذا المجال من خلال توفير الظل من تأثيرات أشعة الشمس المباشرة. أيضا، على عكس أسطح الطوب والخرسانة فإن أسطح النباتات لا تخزن فيها الطاقة الشمسية، بل تعكسها. كلا الجدران الداخلية والخارجية تساعد على تبريد الهواء بشكل فعال في الصيف من خلال عملية تسمى التبخر، مما يقلل من الحاجة إلى تبريد المبنى.  
- تحسين الجو العام

أظهرت الدراسات أن رؤية الطبيعة في بيئة العمل يمكن أن تزيد من الرضا الوظيفي. كما أن تركيب بنية متطورة مثل الجدار الأخضر يرسل رسالة إلى الموظفين بأنهم يعملون في شركة تهتم بتزويدهم ببيئة عمل ممتعة.
- الحد من مستويات الضوضاء

تستخدم النباتات منذ فترات طويلة للحد من الضوضاء على الطرق السريعة وغيرها من الطرق في أميريكا الشمالية وأوروبا، فالغطاء النباتي بطبيعة حاله يقوم بصد الأصوات عالية التردد وإعاقتها في حين أن هيكل دعم الغطاء النباتي في الجدران الخضراء يقوم بصد الأصوات منخفضة التردد وإعاقتها.

## الوظيفة
توجد الجدران الخضراء في البيئات الحضرية حيث يتم تخفيض درجات الحرارة الإجمالية للمبنى. والسبب الرئيسي لتراكم الحرارة في المدن هو امتصاص الأشعة الشمسية بواسطة الطرق والمباني في المدينة والتخزين من هذه الحرارة في مواد البناء واللاحقة إعادة الإشعاع. الأسطح النباتية نتيجة لعملية النتح لا ترتفع أكثر من 4-5 درجة مئوية فوق المحيط وأكثر برودة في بعض الأحيان
قد جدران الخضراء أيضا أن يكون وسيلة لإعادة استخدام المياه. قد محطات تنقية المياه الملوثة قليلا (مثل المياه الرمادية) عن طريق امتصاص العناصر الغذائية الذائبة. بكتيريا يتمعدن المكونات العضوية لجعلها متاحة للنباتات جدران الحية هي مناسبة خاصة للمدن، كما أنها تسمح الاستخدام الجيد للمناطق المتاحة على الاسطح العمودية.
من أهم المميزات أنها مناسبة في المناطق الصحراوية والمياه التي وزعت على جدار عمودي هي أقل عرضة للتبخر من المياه الموزعة للحدائق في المستوى الأفقي يمكن للجدار الحية تعمل أيضا لأغراض الزراعة في المناطق الحضرية، والحدائق العامة، أو لجمالها

## موضوعات متعلقة
- قائمة ناسا لأفضل النباتات المنزلية لتنقية الهواء